# إم بي سي إتش دي
إم‌ بي‌ سي اتش دي أو MBC HD هي باقة مشفرة على القمر الصناعي عربسات بدر 6 في الموقع المداري 26 درجه شرقا.في البداية أطلقت على الموقع المداري 7 درجات غربا على القمر نايل سات 201 في العام 2010 وكان متاحة على جهاز technosat خاص بالباقة يقوم بفك التشفير عن الباقة بشكل اوتوماتيكي دون الحاجة إلى اشتراك،كما كانت متاحة للمشتركين على منصة osn ومنصة أبوظبي للإعلام الخاصة بنقل الدوري الانجليزي الممتاز في الفترة من 2010 إلى 2013.تم ايقاف دعم الباقة في العام 2016 وانتقلت الي عربسات بدر 6 وأصبحت متاحة على منصة MYHD وكذلك على جهاز gobx الذي اطلقته الباقة لنقل الدوري السعودي بتقنية فائقة الجودة.في العام 2018 انهارت باقة MYHD وتوقف عمليه ال DECODING للأجهزة الخاصة بها وأصبحت MBC HD حصرية على جهاز gobx جنبا إلى جنب مع قنوات عالمية ضمن باقة premium،في العام 2021 بدأت باقة premium بالانهيار إلى أن انتهت تماما في نوفمبر 2022.ولم يعد متاحا الاشتراك بالباقة على جهازها الخاص الذي أطلقته بنفسها وهو gobx.
من تاريخ 19 نوفمبر 2022 تبث MBC HD بتشفير Conax على بدر 6 على ترددها 11270V لكن دون أي امكانيه لفك التشفير فالباقة غير متاحة حتى الآن.

## قنوات الباقة
تحتوي الباقة الجديدة على عدة قنوات تبث بنظام HD:
MBC1 HD
MBC2 HD
MBC3 HD
MBC4 HD
MBC5 HD
MBC Action HD
MBC MAX HD
MBC DRAMA HD
MBC+ DRAMA HD
MBC VARIETY HD
MBC+ VARIETY HD
MBC IRAQ HD
AL ARABIYA HD

## هل جهازك مزود بتقنية HD?
لتعرف إذا كان جهاز التلفزيون الخاص بك مزودا بتقنية HD أم لا، كل ما عليك هو اتباع الخطوات التالية:-
- افحص الجزء الأمامي من التلفزيون أو دليل المالك الخاص بك لرؤية لصاقة صغيرة مكتوب عليها «مجهز HD»، "HD Ready"، أو كلمة "Full HD"، أو علامة "1080P".
- افحص الجزء الخلفي من التلفزيون لتتأكد من وجود منفذ HDMI.
- إذا كان جهازك مزودا بتقنية HD (شاشة كريستال أو تلفزيون بلازما)، إذن كل ما عليك هو الحصول على جهاز تكنوسات HD بنظام البث عالي الدقة.
- إذا لم يكن جهازك مزودا بتقنية HD فأمامك الفرصة للحصول عليه، وإضافة خدمة التقنية عالية الجودة إليه.
- لا تنس النظر إلى شعار HD لتتأكد من أن المنتج الذي لديك موافق عليه.

## كيفية تشغيل الباقة
يمكنك معرفة طريقة تشغيل جهاز التلفزيون من خلال الإرشادات التالية:- - قم بتوصيل كابل HDMI في جهاز استقبال تكنوسات HD، وفي تليفزيون HD. - قم بتوصيل كابل الدش LNB. - قم بتشغيل جهاز الاستقبال. - باستخدام جهاز التحكم «ريموت» الخاص بالتليفزيون قم باختيار "HDMI" من قائمة Video Inputs. - قم باختيار اللغة والبلد. - سيتم توجيهك إلى صفحة الإعدادات السهلة. - اضغط على الزر الأخضر في «الريموت» لاختيار القمر الصناعي الذي تريده. - بعد الانتهاء اضغط على الزر الأحمر ليبدأ المسح.

## وصلات خارجية
- الموقع الرسمي

إم بي سي.نت